# آپتوز هیلز-لارکین ولی (کالیفرنیا)
آپتوز هیلز-لارکین ولی (به انگلیسی: Aptos Hills-Larkin Valley) یک منطقهٔ مسکونی در ایالات متحده آمریکا است که در شهرستان سانتا کروز، کالیفرنیا واقع شده‌است. آپتوز هیلز-لارکین ولی ۲۴٫۰۳ کیلومتر مربع مساحت و ۶۹٬۱۳۵ نفر جمعیت دارد.